# Gil Dodds

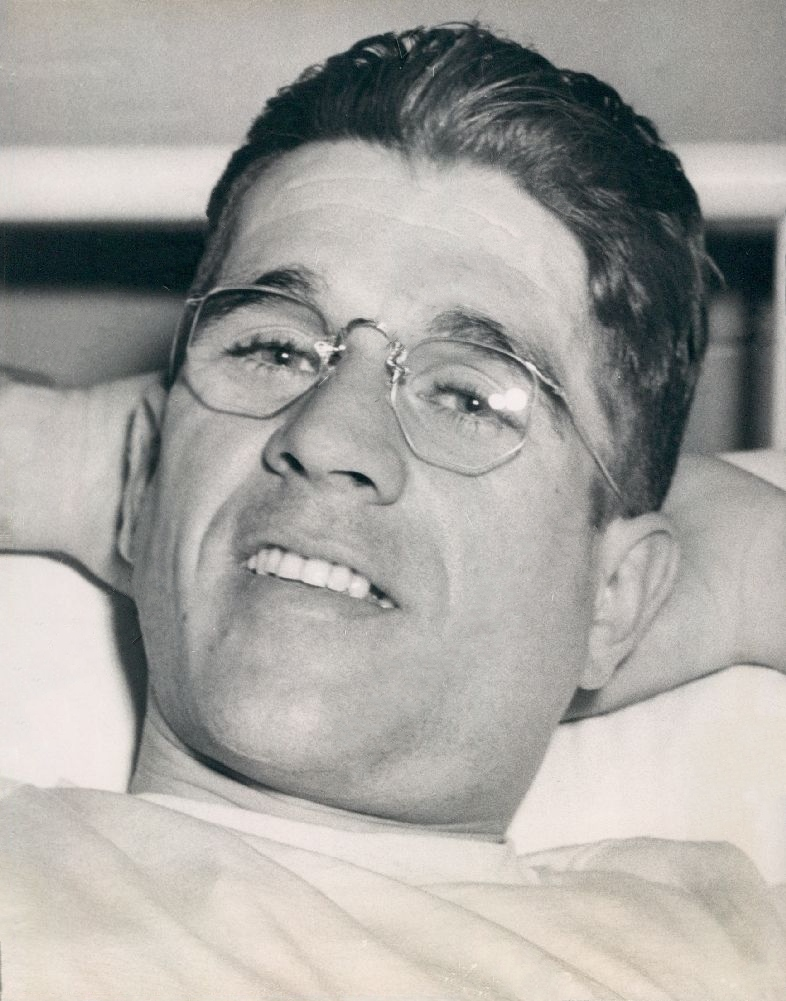
Gil Dodds

Gil Dodds (eigentlich Gilbert Lothair Dodds; * 23. Juni 1918 in Nocatur, Kansas; † 3. Februar 1977 in St. Charles, Illinois) war ein US-amerikanischer Mittelstreckenläufer.

## Leben
Dodds wurde als eines von fünf Kindern in einem Pfarrhaushalt geboren. Seine Mutter stammte aus Deutschland. Die Familie zog schon bald nach Falls City, wo sein Vater Pastor der Brudergemeinde wurde und Gil die Highschool besuchte. Dort wurde er vom ehemaligen Mittelstreckenläufer Lloyd Hahn trainiert. Dodds verlor in der Highschool kein einziges Rennen. In 1935 lief er über 880 Yards und über eine Meile Jugendrekorde für den Staat Nebraska. 1935, 1936 und 1937 war er Highschool-Meister von Nebraska. Da er sich beim Tennisspiel einen Leistenbruch zugezogen hatte, musste er beim Sport immer ein Korsett als Stütze tragen. Er besuchte die Ashland University (B.A. in 1941), die Gordon Divinity School und das Wheaton College, das er mit dem M.A. in Theologie abschloss. Im College gewann er 39 Rennen in Folge.
Am 25. November 1940 gewann Dodds seine erste nationale Meisterschaft im Crosslauf der NCAA. Am 24. Juli 1943 lief er in Cambridge als Zweiter hinter dem schwedischen Weltrekordler Gunder Hägg mit 4:06,5 min US-Rekord über die Meile. Im Jahr darauf stellte er am 11. März mit 4:07,3 min eine Hallenweltbestzeit über die Meile im Madison Square Garden (New York City) auf und verbesserte am 18. März in Chicago diese Marke auf 4:06,4 min.
1945 wurde er hauptberuflicher Pfarrer. 1947 begann er erneut mit systematischem Training, um sich für die Olympischen Spiele 1948 in London zu qualifizieren. Er verbesserte erneut den Hallenweltrekord über eine Meile (4:05,3 min). Eine Woche vor den U.S. Olympic Trials erkrankte er jedoch an Mumps und konnte nicht starten.
Je dreimal wurde er US-Meister über 1500 Meter (1942, 1943, 1948) und US-Hallenmeister über eine Meile (1942, 1944, 1947).
Er war von 1945 bis 1959 bei Youth for Christ als Jugendpfarrer angestellt, war außerdem der Leichtathletik- und Crosslauftrainer des Wheaton College und studierte parallel hierzu von 1951 bis 1954 Pädagogik mit den Schwerpunkten Beratung und Leibeserziehung an der Northwestern University. Hier bestand er eine weitere MA-Prüfung. 1959–1964 war er Beratungslehrer an der Naperville Community High School und Trainerassistent in der Leichtathletik und von 1964 bis 1977 Verwaltungsleiter des Colleges in Huntington (Indiana).
Dodds wurde 1943 mit dem James E. Sullivan Award ausgezeichnet, 1997 in die Nebraska High School Sports Hall of Fame und 2016 in die Ashland County Sports Hall of Fame aufgenommen. 2005 wurde er in die Liste der besten Sportler Nebraskas aller Zeiten aufgenommen.

## Persönliche Bestzeiten
- 1500 m: 3:48,5 min, 24. Juli 1943, Cambridge (Zwischenzeit)
- 1 Meile: 4:06,1 min, 31. Juli 1943, Berea
  - Halle: 4:05,3 min, 31. Januar 1948, New York City